# 米拉贝拉-因巴卡里
米拉贝拉-因巴卡里（義大利語：Mirabella Imbaccari），是意大利西西里大区卡塔尼亞廣域市的一个市镇。总面积15平方公里，人口5548人，人口密度369.9人/平方公里（2009年）。ISTAT代码为087028。